# Henry Crochat

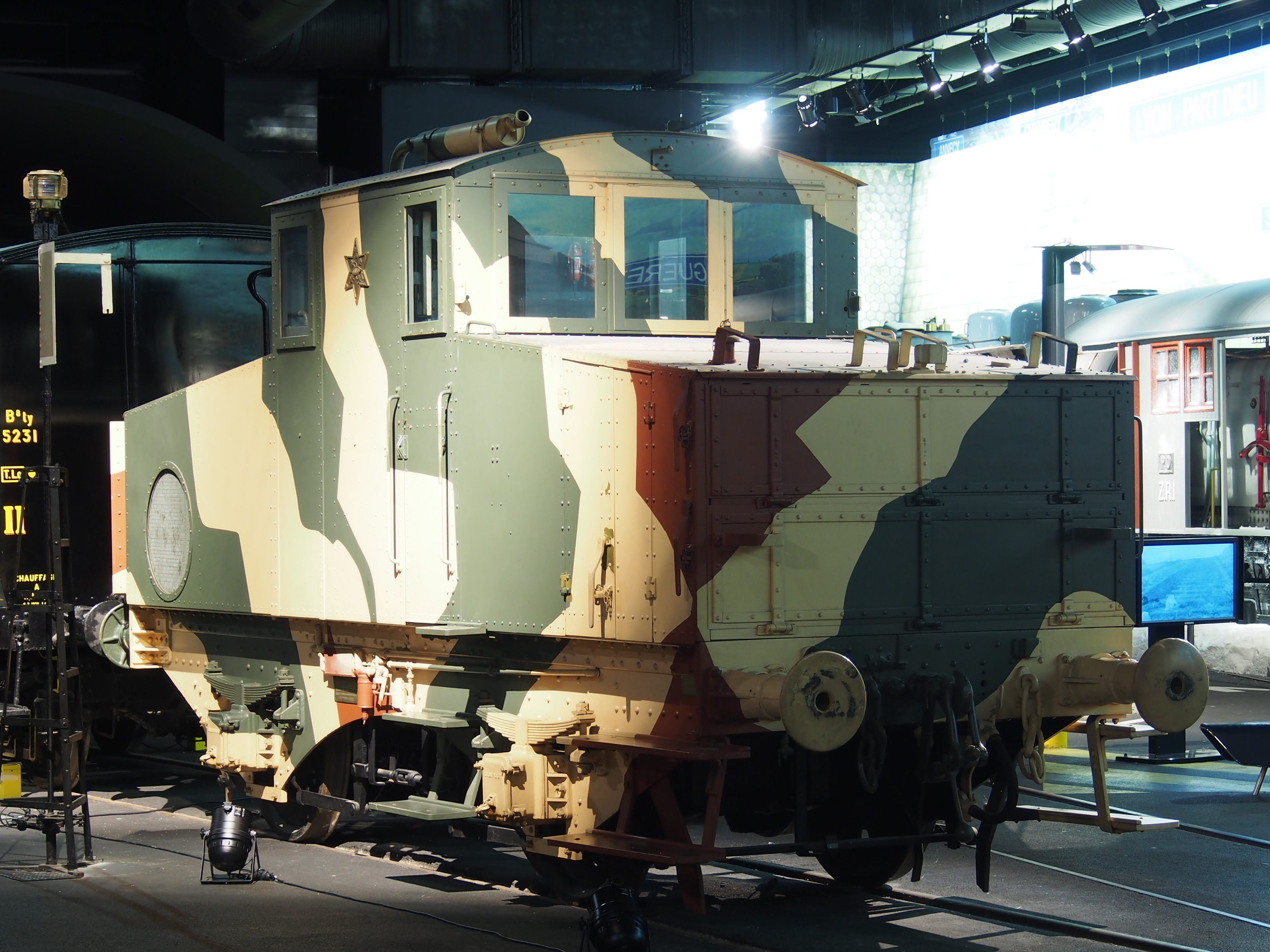
1916 gebauter Locotracteur ALVF

Henry Crochat war ein französischer Ingenieur und Unternehmer. Seine Firma Ateliers de constructions de locomotives Henry Crochat war als Pionier vor allem im Bau von Schienenfahrzeugen mit elektrischer Kraftübertragung tätig.

## Geschichte

Petroleum-elektrischer Lastkraftwagen von Crochat auf Basis Mercedes, 1911

Gegründet wurde die Firma von Crochat im Jahr 1899 in Paris. Zwischen 1908 und 1918 entstanden bei Crochat insgesamt 420 Triebfahrzeuge für schmalspurige und regelspurige Eisenbahnen. Zeitweise stellte das Unternehmen auch Straßenfahrzeuge mit petroleum-elektrischem Antrieb her. 1924 wurden die Crochat-Patente von der Société anonyme des Établissements Decauville Aîné erworben, zwei Jahre später gründete Crochat die Société Auxiliaire d’Entreprise (S.A.E.). 1926 meldete das Unternehmen jedoch Insolvenz an.

## Schienenfahrzeuge

Crochat 14 L 4 60 beim Überqueren des Canal latéral à la Marne auf einer Behelfsbrücke bei Mareuil-sur-Ay im Juli 1918

Vom Typ 22 L 2 N wurden 130 Maschinen an das französische Kriegsministerium, 38 an die Eisenbahngesellschaft Compagnie des chemins de fer du Nord (NORD) und 2 an die Compagnie du Gaz de Paris geliefert. Die zweiachsigen petroleum-elektrischen Lokomotiven für Normalspur (daher das N in der Typenbezeichnung) wogen 22 t und wiesen einen Mittelführerstand auf.
Größer war der ebenfalls petroleum-elektrisch angetriebene vierachsige Typ 44 L 4 N, der auf zwei Drehgestellen ruhte. Er war 12.900 mm lang, hatte ein Leergewicht von 44 t, eine Leistung von ca. 200 PS und eine Höchstgeschwindigkeit von 25 km/h. Von ihm gingen 1916/17 90 Exemplare an das Kriegsministerium und 40 an die NORD.
Die Baureihe 14 L 4 60 für die Spurweite 600 mm hatte einen 80 PS leistenden Benzinmotor, der über einen Generator die Elektromotoren antrieb. Die Loks besaßen zwei zweiachsige Drehgestelle und einen Mittelführerstand, sie wurden nach Crochats Entwürfen bei der Compagnie des forges et aciéries de la marine et d’Homécourt in Saint-Chamond gebaut. Das Kriegsministerium bestellte 200 dieser Maschinen, die 1918 ausgeliefert wurden. Fünf solcher Lokomotiven gingen an die Compagnie du chemin de fer du Maroc oriental (CMO) und zehn an die Firma Collet in Rabat (Marokko). Des Weiteren fertigte Crochat Loks für diese Spurweite mit Endführerstand, teilweise als Grubenlokomotiven mit niedrigen Führerhäusern. Drei zweiachsige Akkulokomotiven wurden an die Etablissements Peugeot geliefert.
1918 baute Crochat für die Compagnie des Salins du Midi 19 Lokomotiven der Type L für die Spurweite 500 mm. Die Loks hatten einen Mittelführerstand und zwei dreiachsige Drehgestelle. Als Typ 12 A 2 N wurden Anfang der 1920er Jahre von Akkumulatoren gespeiste, zweiachsige Regelspurloks für Hüttenwerke entwickelt.
Die S.A.E. stellte 1927 auch einen meterspurigen Typ auf die Schienen. Die zweiachsige Lok mit Endführerstand hatte einen 80 PS leistenden Verbrennungsmotor von MAN, der mit einem 60-kW-Generator gekoppelt war. Letzterer lieferte den Strom für jeweils einen 30-kW-Elektromotor pro Achse.
Die Chemins de fer du Calvados und andere Unternehmen erhielten in den frühen 1920er Jahren von Crochat kurze zweiachsige Schienenbusse für 600-mm-Spur. Die kurzen Fahrzeuge waren zweiachsig und hatten einen petroleum-elektrischen Antrieb. Für die meterspurigen Netze der Chemin de fers Departmentaux sowie der Chemins de fer de la Corse lieferte Crochat vierachsige Triebwagen.

## Erhaltene Crochat-Fahrzeuge
- Eine 44 L 4 N mit dieselelektrischem Antrieb ist bei der Museumsbahn Chemin de fer de l’Allier erhalten
- Eine weitere 44 L 4 N verschlug es nach dem Zweiten Weltkrieg nach Österreich, wo sie von der Firma GEBUS umgebaut wurde und befindet sich mittlerweile in einer französischen Sammlung
- Petroleum-elektrischer Schienenbus AT1 von 1922 des Tramway de Pithiviers à Toury (TPT) im Musée des transports de Pithiviers
- Umgebauter Triebwagen AT3 des TPT von 1926 beim P’tit train de Saint-Trojan
- Ein 1916 gebauter Locotracteur ALVF in der Cité du Train in Mulhouse

## Bilder

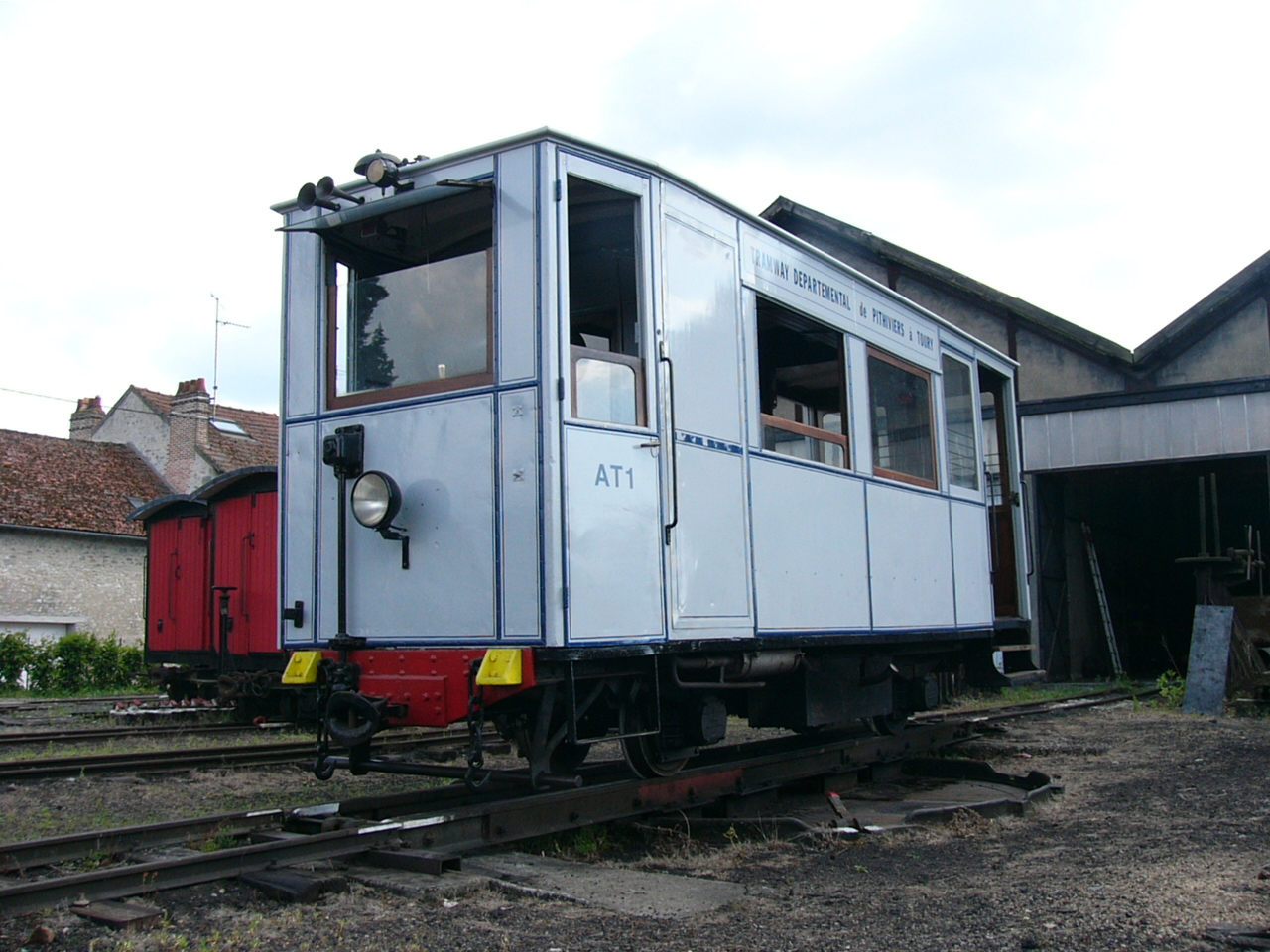
Zweiachsiger Triebwagen im Musée des transports de Pithiviers
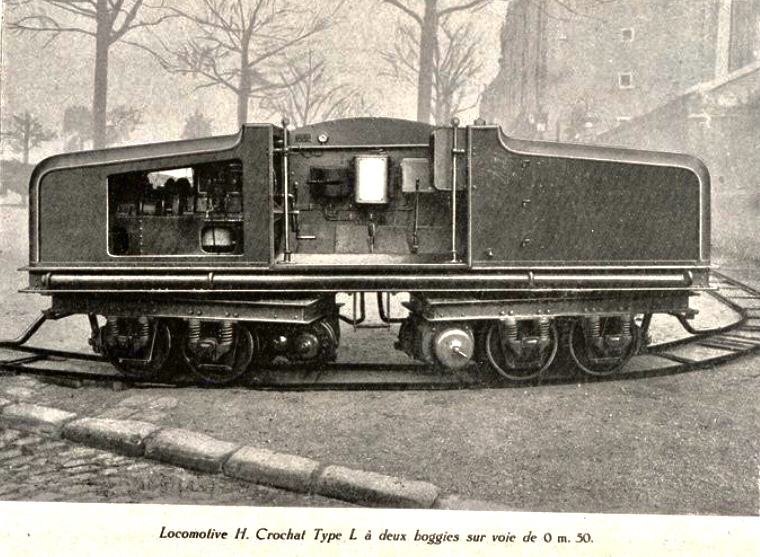
Feldbahnlok Typ L für 500 mm Spurweite
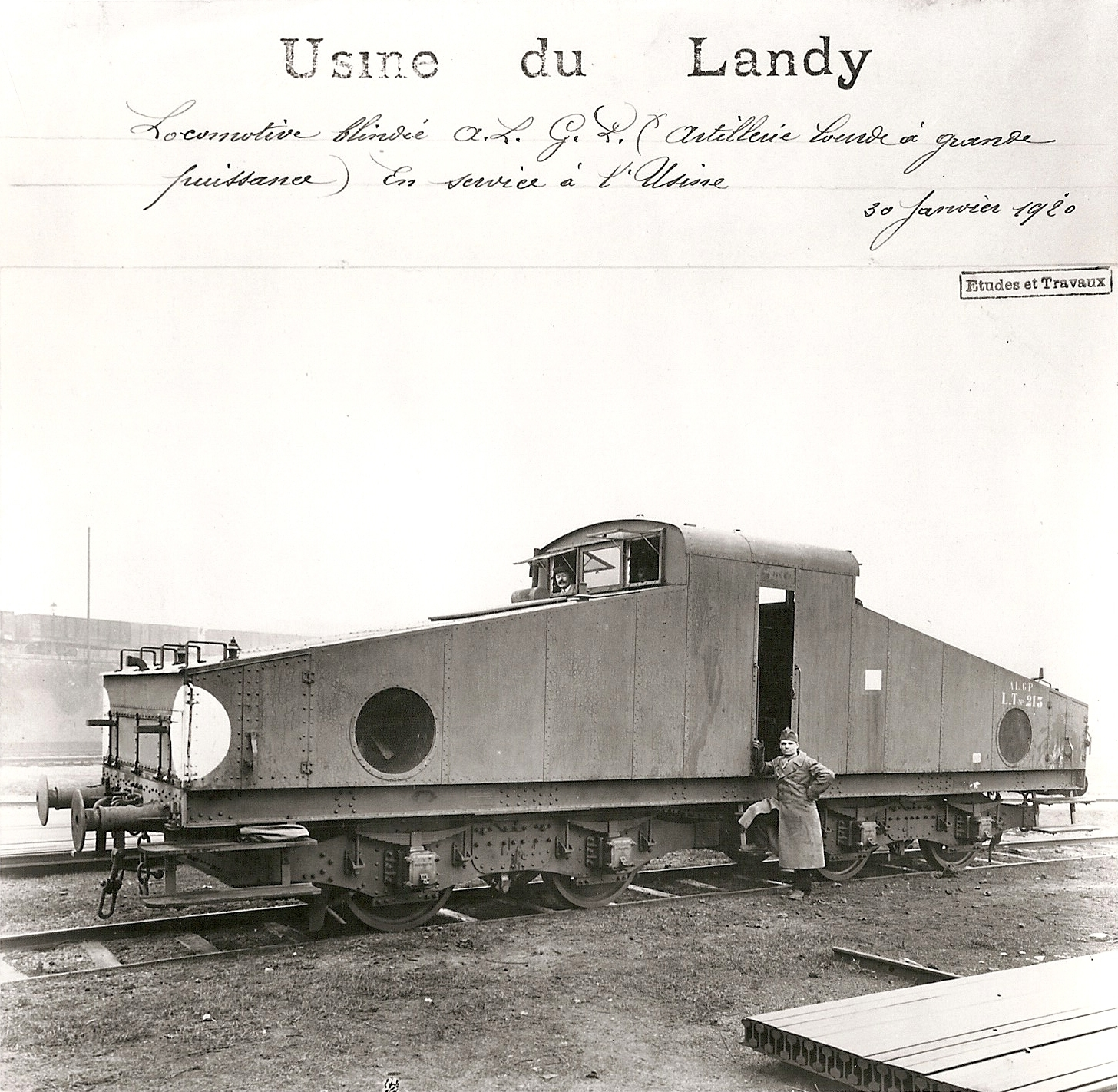
"Kanonenlok" Typ 44 L 4 N
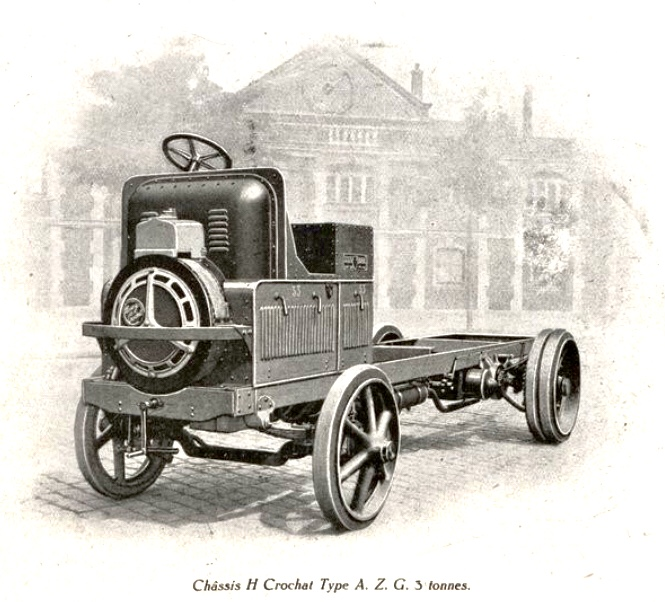
LKW-Fahrgestell Typ A.Z.G mit Mercedes-Motor
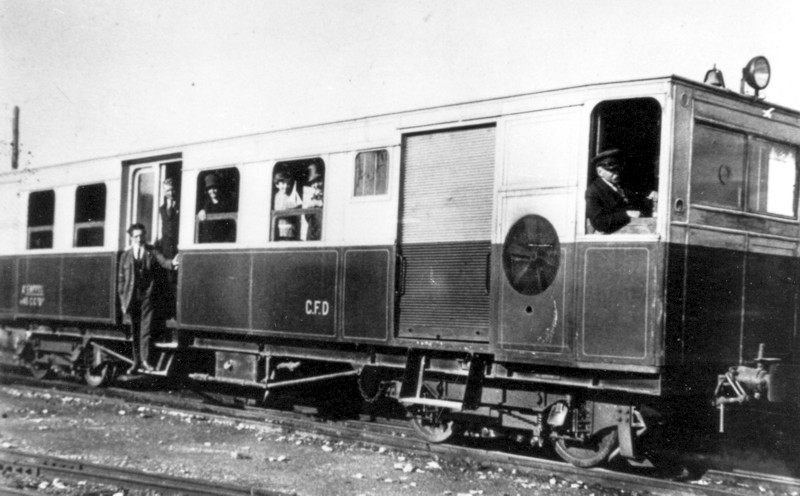
Triebwagen CFD Ae 45 der Chemins de Fer Departementaux